# Johann Sedlmaier
Johann Sedlmaier (* 18. April 1972 in Klagenfurt) ist ein österreichischer römisch-katholischer Priester. Seit dem 3. Februar 2020 ist er Generalvikar der Diözese Gurk-Klagenfurt.

## Leben
Johann Sedlmaier besuchte nach dem Abschluss einer Ausbildung zum Bäcker das Bundesaufbaugymnasium Horn, wo er 1995 die Matura ablegte. Er studierte am Priesterseminar in Graz und empfing 2003 durch Bischof Alois Schwarz das Sakrament der Priesterweihe für die Diözese Gurk-Klagenfurt.
Neben verschiedenen Aufgaben in der Pfarrseelsorge studierte er an der Universität Innsbruck und wurde 2007 bei Józef Niewiadomski in Dogmatik zum Doctor theologiae promoviert. Von 2013 bis 2018 war er geschäftsführender Vorsitzender des Vorstands des Priesterrates. Daneben war er Geistlicher Assistent der Direktion des Bischöflichen Seelsorgeamtes der Diözese.
Am 20. Jänner 2020 gab der designierte Bischof Josef Marketz die Ernennung Sedlmaiers zum Generalvikar der Diözese Gurk-Klagenfurt bekannt. Die Ernennung erfolgte mit Wirkung vom 3. Februar desselben Jahres, dem Tag nach der Bischofsweihe Marketz’.